# Daniel HDR
Daniel Horn de Rosa, mais conhecido como Daniel HDR (3 de julho de 1974), iniciou-se como profissional de histórias em quadrinhos em 1988, aos 14 anos, em princípio participando com colaboração de ilustrações para revistas com espaço para arte dos leitores. Logo, passou a prestar serviço como ilustrador para editoras como Press, D-Arte, Ondas, entre outras.

## Biografia
Em 1988, com 14 anos, lançou o fanzine R.A.F.F. no mesmo ano, ilustrou quadrinhos de 
terror para as revistas Calafrio e Mestres do Terror da Editora D-Arte, no ano seguinte, ilustrou quadrinhos eróticos para a revista Big Sex da Editora Ondas.
Em 1993, publicou a minissérie em três edições Contos, editada pelo "Projeto Independente" criado por Edgard Guimarães, editor do fanzine Quadrinhos Independentes.
Estreou em 1995 no mercado norte-americano de HQs, na editora Image Comics, com personagens como Glory de Rob Liefeld e a super-equipe The Alies.
Após, Marvel Comics (como artista de especiais dos Vingadores, Homem de Ferro, Red Sonja e card games da série OverPower).
De 1997 a 1999, ilustrou algumas histórias no estilo mangá, da revista baseada na franquia de video games Megaman da Editora Magnum,
Publicitário, prestou serviços como ilustrador para campanhas, além de storyboards para cinema e TV, também coordenando o Dinamo Studio, criado pelo artista em 1997. Além de material ligado a propaganda, trabalhos para as empresas Editora JBC, Panini Comics, HQM Editora, Via Lettera (na compilação Mangá Tropical, com a história A Paz Pede Passagem, feita em conjunto com o escritor Fábio Yabu), Escala (artigos sobre técnicas de ilustração para publicações sobre o assunto), Kanetsu Press (nas edições especiais da série Ethora) e Mythos Editora (como a mini-série Dungeon Crawlers, escrita por Marcelo Cassaro, desenhada por HDR, e com cores de Ricardio Riamonde), Panini Comics (capas para Zorro: Fugitivos) também contaram com o trabalho do artista.
Na área de ensino, desde 1994, tem ministrado aulas de Histórias em Quadrinhos, em parceria com o Governo do Estado do Rio Grande do Sul, além de ser professor na faculdade Unisinos (Quadrinhos e Mangá), Feevale (Arte Seqüencial e Ilustração Publicitária) e na PUC-RS (no Instituto de Cultura Japonesa).
Em 2000, ilustrou da quadrinhos franquia japonesa Digimon para a Dark Horse, no mesmo ano, ilustrou a revista oficial da franquia para a Abril Jovem,  a editora publicou também a revista Quadrinhos Digimon, essa de origem chinesa.
Sua atividade com histórias em quadrinhos para o exterior continua recentemente com sua atividade como artista contratado da editora norte-americana Avatar Press. Nesta, produziu as artes das séries Medieval Lady Death & Belladonna, Texas Chainsaw Massacre - The Grind (Indicada no Scream Movie Awards 2006 como Melhor adaptação de cinema para quadrinhos) e como artista das Classic Lady Death. Em 2002 fez character designs para uma versão feminina do Demolidor para a linha Marvel Mangaverso.
Em 2008 fez a capa da terceira edição da antologia de ficção científica Ficção de Polpa (uma alusão as revistas pulp) da Não Editora.
Em Abril de 2010, Daniel se tornou desenhista oficial da revista X-Men Forever, escrita por Chris Claremont.
Em Dezembro de 2010, passou a desenhar para a DC Comics os títulos Legião dos Super-Heróis, Mulher Maravilha e R.E.B.E.L.S.
Em 2011, Daniel HDR e o Dínamo participaram do álbum Retro City - Almanaque 1939 publicado pela HQM Editora, o álbum é uma homenagem aos super-heróis da Era de Ouro dos Quadrinhos.
Também para a DC, desenhou Tropa dos Lanternas Verdes, Smallville S11, Injustice, Cyborg e Povo da Eternidade.
Em 2017, ilustrou O Sombra para a Dynamite Entertainment.